# Nhà Lương
Nhà Lương (tiếng Trung: 梁朝; Hán-Việt: Lương triều; bính âm: Liáng cháo) (502-557), còn gọi là nhà Nam Lương (南梁), là triều đại thứ ba của Nam triều trong thời kỳ Nam-Bắc triều ở Trung Quốc, sau thời kỳ của triều đại Nam Tề và trước thời kỳ của triều đại Trần. Kinh đô đặt tại Kiến Khang (nay là Nam Kinh).
Nhà Tây Lương (西梁), với kinh đô nằm ở Giang Lăng năm 555 của Lương Tuyên Đế Tiêu Sát, cháu nội của người sáng lập ra nhà Lương (Lương Vũ Đế Tiêu Diễn), được cho là triều đại kế vị hợp pháp của nhà Lương; trên thực tế chỉ là chư hầu của các triều đại kế tiếp nhau như nhà Tây Ngụy, nhà Bắc Chu và nhà Tùy. Cuối cùng, triều đại này bị Tùy Văn Đế xóa bỏ năm 587.
Một số học giả cho rằng triều đại này đại diện cho "thời kỳ hoàng kim" của Trung Hoa cổ đại, và sự sụp đổ của triều đại này đã ngăn trở mạnh sự phát triển của Trung Quốc để trở thành một thế lực mạnh. Tuy nhiên, giả thuyết này còn nhiều mâu thuẫn.
Thời gian kết thúc của nhà Lương cũng là vấn đề gây tranh cãi giữa các nhà sử học. Nhiều sử gia coi sự kết thúc thời kỳ trị vì của Lương Kính Đế Tiêu Phương Trí năm 557, khi ông bị buộc phải nhường ngôi cho Trần Bá Tiên, người sáng lập ra nhà Trần, là thời điểm kết thúc nhà Lương. Các học giả khác lại coi sự xóa bỏ Tây Lương năm 587 mới là sự kết thúc thật sự của nhà Lương.

## Thành lập
Người sáng lập hoàng triều Nam Lương là Lương Vũ Đế Tiêu Diễn (464－549), tự là Thúc Đạt, tiểu tự là Luyện Nhi, người làng Trung Đô, nam Lan Lăng . Tiêu Diễn là thế gia tử đệ ở Lan Lăng, sinh ra ở Mạt Lăng, là cháu đời thứ 25 của tướng quốc Tiêu Hà đời Hán, cha Tiêu Thuận là em họ của Tề Cao Đế, làm Đan Dương Doãn tri sự, mẹ Trương Thượng Nhu.
Tiêu Diễn khởi binh ở Kinh Châu chống lại Đông Hôn Hầu Tiêu Bảo Quyển nhà Nam Tề. Trải qua 2 năm chiến tranh, quân đội của Tiêu Diễn tiến vào Kiến Khang, giết chết Tiêu Bảo Quyển, cải lập Tiêu Bảo Dung làm hoàng đế. Chưa đến một năm, Tiêu Diễn đã phế truất và giết chết (Hòa Đế) Tiêu Bảo Dung, kiến lập Lương triều.

## Loạn Hầu Cảnh
Năm 547, tình hình Đông Ngụy có thay đổi, Cao Hoan chết, người kế nhiệm Cao Trừng còn trẻ, không nhận được sự tuân phục của Tư đồ Hầu Cảnh, người trấn Hoài Sóc, Thứ sử Tế Châu (Sơn Đông), Hà Nam đạo Hành đài (tổng chế Hà Nam), đang cai quản 13 châu vùng Nam Hoàng Hà và Bắc Hoài Thủy là Dự, Quảng, Dĩnh, Kinh, Tương, Cổn, Nam Cổn, Tế, Đông Dự, Lạc, Dương, Bắc Kinh, Bắc Dương.
Hầu Cảnh xin hàng nhà Lương. Vì muốn tiếp nhận hàng binh và đất đai do Hầu Cảnh quản lý, Lương Vũ Đế đã sai cháu mình Tiêu Uyên Minh thống lãnh 5 vạn quân chủ lực Dương Châu đi đánh Bành Thành (Từ Châu, Giang Tô), nhưng đoàn quân này đã bị tướng Đông Ngụy là Mộ Dung Thiệu Tông đánh cho đại bại. Toàn bộ quân chủ lực gần như chết sạch, Tiêu Uyên Minh bị quân Đông Ngụy bắt. Đạo quân Hầu Cảnh có 10 vạn người thì mất 4 vạn người, 4 ngàn ngựa, vạn xe quân nhu, chỉ còn mấy trăm kỵ binh vượt qua sông Hoài.
Hầu Cảnh về hàng nhà Lương, được phong làm Hà Nam Vương. Thấy Lương Vũ Đế mê theo việc tu hành, bỏ bê triều chính, thế lực suy yếu, Hầu Cảnh cất binh làm phản, thu nạp được 800 người. Hầu Cảnh tiến về Thọ Dương, chiếm lấy thành trì, bắt Thứ sử Nam Dự Châu Ngụy An. Lương Vũ Đế phong cho Hầu Cảnh làm Thứ sử Nam Dự Châu. Trong khi đó nhà Đông Ngụy khôi phục lại 9 châu mà Hầu Cảnh đã dâng cho nhà Lương, Cao Trừng cho sứ thần đến gặp Lương Vũ Đế đề nghị giao hảo và giao trả Tiêu Uyên Minh cùng thân thích của Hầu Cảnh. Hầu Cảnh có mưu đồ riêng, tới gặp Tả Vệ Tướng quân Lâm Hạ vương Tiêu Chính Đức, hứa hẹn sẽ đưa Tiêu Chính Đức lên ngôi vua, Tiêu Chính Đức đồng ý. Lúc đó Bá Dương Vương Tiêu Phàn đã biết Hầu Cảnh chuẩn bị làm phản và thông báo cho Vũ Đế biết nhưng bị bỏ qua.
Ngày Mậu Tuất (10) tháng 8 năm Thái Thanh thứ 2 (27 tháng 9 năm 548), Hầu Cảnh cử binh phản nhà Lương ở Thọ Dương, tuyên bố mục đích chính là làm trong sạch triều đình, diệt trừ quan tham, rồi chỉ trong một tháng vượt sông Trường Giang, đem quân bao vây Kiến Khang. Vũ Đế chủ quan cho rằng lực lượng của Hầu Cảnh sẽ bị nghiền nát.
Lương Vũ Đế hạ lệnh cho Thứ sử Hợp Châu Phần Dương Vương Tiêu Phạm làm Nam đạo Đô đốc, Thứ sử Bắc Từ Châu Phong Sơn Hầu Tiêu Chính Biểu làm Bắc đạo Đô đốc, Tán kỵ Thường thị Bùi Chi Cao làm Đông đạo Đô đốc, Thứ sử Hợp Châu là Thiệu Lăng vương Tiêu Luân làm Thống soái chấp tiết đốc quân thảo phạt Hầu Cảnh.
Tháng 3 năm 549, Cảnh đánh vào Kiến Khang, cầm giữ Lương Vũ Đế, Lương Giản Văn Đế Tiêu Cương (503–551), lập Lâm Hạ vương Tiêu Chính Đức lên ngôi vua, đồng thời cưới con gái Tiêu Chính Đức. Tiêu Chính Đức gửi thư cho Bá Dương Vương Tiêu Phàn đề nghị đem quân về Kiến Khang cứu viện. Bức thư rơi vào tay Hầu Cảnh, và đến mùa hè năm 549, Tiêu Chính Đức bị Hầu Cảnh giết.
Cho đến tháng 11 năm 551, Hầu Cảnh liên tiếp phế truất các vua: Lâm Hạ Vương Tiêu Chính Đức, Giản Văn Đế Tiêu Cương bị truất làm Tấn An vương, Dự Chương vương Tiêu Đống (con Tiêu Thống, Thái tử Chiêu Minh của Lương Vũ Đế) rồi tự lên làm đế, quốc hiệu là Hán, tồn tại trong thời gian ngắn.

## Tông thất nhà Lương xưng hùng
Hầu Cảnh chỉ có ít quân trong khi đó con cháu nhà Tiêu Lương đông đảo, ai nấy đều có quân quyền trong tay, nhưng đều không gắng sức cứu viện cho Kiến Khang mà ngồi đợi Tiêu Lương diệt vong để mưu đồ tranh bá.
Lúc đó các tôn thất nhà Lương có thế lực gồm có:
- Nam Quận vương Tiêu Đại Liên, con trai Tiêu Cương ở Cối Kê (Thiệu Hưng, Chiết Giang).
- Thứ sử Giang Châu Tầm Dương vương Tiêu Đại Tín, con trai Tiêu Cương ở Tầm Dương (Cửu Giang, Giang Tây).
- Thiệu Lăng Vương Tiêu Luân.
- Thứ sử Tương Châu Hà Đông vương Tiêu Dực, con trai Tiêu Thống ở Trường Sa (Hồ Nam).
- Thứ sử Ung Châu - Nhạc Dương vương Tiêu Sát, con trai Tiêu Thống ở Tương Dương (Tương Phàn, Hồ Bắc).
- Thứ sử Kinh Châu - Tương Đông vương Tiêu Dịch, con trai Vũ Đế ở Giang Lăng (Kinh Châu, Hồ Bắc).
- Thứ sử Ích châu - Vũ Lăng vương Tiêu Kỷ, con trai Vũ Đế ở Thành Đô (Tứ Xuyên).
- Thứ sử Định Châu - Cù Giang hầu Tiêu Bột, con trai Tiêu Bình, em Vũ Đế ở Phiên Ngung (Quảng Châu, Quảng Đông).

Trong lúc hỗn loạn này, hạ lưu Trường Giang đã mất luôn hệ thống quân sự.

## Tương Đông Vương Tiêu Dịch
Địa thế Hình Châu lúc này trở nên quan trọng, và Tương Đông Vương Tiêu Dịch (508–555), người con thứ 7 của Lương Vũ Đế trấn thủ Hình Châu bắt đầu có ý định xưng đế. Khi lên 6 tuổi, Tiêu Dịch đã được phong tước vương. Tiêu Dịch đồng thời là Đô đốc các châu Hình, Ung, Tương, Ty, Trình, Ninh, Lương, Nam Bắc Tần, Trấn Tây Tướng quân.
Địa phận do Tiêu Dịch quản lý gồm: Phía Đông kéo dài đến phần đất tiếp giáp giữa tỉnh Hồ Bắc và Giang Tây ngày nay; phía Nam đến biên giới Hồ Nam, Vân Nam; phía Bắc đến Tương Dương; phía Tây đến Hán Trung thuộc Thiểm Nam, những trấn trọng yếu thuộc thượng lưu sông Trường Giang đều nằm trong sự cai quản của Tiêu Dịch. Từ đời Đông Tấn đến nay, chính quyền Giang Đông đều dựa vào thế lực quân sự của hai châu Dương Châu và Hình Châu mà tồn tại, phát triển.
Năm 548, nghe tin Kinh thành Kiến Khang bị bao vây nhưng Tiêu Dịch không hề phái đại binh đến ứng cứu cha và anh mình. Khi Lương Vũ Đế bị vây, viện binh từ phía tây kéo sang đến 2, 3 chục vạn, nhưng Hình Châu chỉ phái đi vẻn vẹn 1 vạn kỵ binh và bộ binh đến tiếp viện Kiến Khang. Nhưng không lâu, Đài Thành bị Hầu Cảnh đánh chiếm, đoàn thủy quân Hình Châu bị Hầu Cảnh bắt hết, chỉ còn Vương Tăng Biện cùng mấy tướng lĩnh chạy thoát về Giang Lăng.
Lương Vũ Đế mất, con Vũ Đế ngoại trừ Tiêu Cương đã bị Hầu Cảnh quản thúc, chỉ còn người anh thứ ba của Tiêu Dịch là Thiệu Lăng Vương Tiêu Luân. Lúc Hầu Cảnh khởi binh làm phản, Luân giữ chức Bắc phạt Đại đô đốc thống lãnh ba quân đánh Hầu Cảnh. Đến khi Đài Thành bị phá, Tiêu Luân chạy đến Cối Kê, rồi từ Cối Kê chạy sang Trình Châu (Vũ Xương). Giờ đây, Luân là minh chủ đối địch với Hầu Cảnh. Tiêu Dịch lại sai Vương Tăng Biện dẫn 1 vạn thủy quân vây đánh Trình Châu hòng bắt Tiêu Luân. Tiêu Luân phải chạy đến Hán Đông.
Lúc này Tây Ngụy phái Đại tướng Dương Trung tiếp quản Hán Đông. Tiêu Dịch sai sứ đi gặp Tây Ngụy thương lượng cắt đất với mục đích nhờ Tây Ngụy tiêu diệt Tiêu Luân. Dưới sự chỉ huy của Dương Trung, quân Tây Ngụy đã bắt sống được Tiêu Luân, sau đó giết chết vất thây Tiêu Luân bên bờ sông. Tây Ngụy chiếm đất Tứ Xuyên, Vân Nam, Quý Châu của Lương.

## Xung đột trong hoàng gia
Sau khi Tiêu Luân chết, Thứ sử Ích Châu Vũ Lăng Vương Tiêu Kỷ (508-553) vốn là em thứ 8 của Dịch lại trở thành đối tượng mà Dịch tiêu diệt. Từ năm Đại Đồng thứ 3 (537), Tiêu Kỷ được bổ nhiệm Đô đốc Ích, Lương,... cả thảy 13 châu, đồng thời làm Thứ sử Ích Châu. Đến năm 552 đã trấn thủ Lương Châu, Ích Châu cả thảy hơn 16 năm, có trong tay 4 vạn tinh binh, 8 nghìn con ngựa. Trong thời gian Tiêu Kỷ cai quản Ích Châu, kinh tế và quân đội tại đây được củng cố.
Sau khi Lương Vũ Đế mất, Giản Văn Đế Tiêu Cương cũng bị giết (vào tháng 10 năm 551), ông lên ngôi xưng đế, thống lãnh 3 vạn thủy quân đánh thẳng xuống Giang Đông mong về lại Kiến Khang khôi phục cơ nghiệp. Thấy Tiêu Kỷ xua quân về Đông, Tiêu Dịch liền sai sứ thần đến Tây Ngụy xin binh đánh giết Tiêu Kỷ. Tiêu Dịch ra lệnh cho cháu là Nghi Phong hầu Tiêu Tuân, Thứ sử Lương Châu (Nam Thiểm Tây) rút khỏi thủ phủ Lương Châu là Nam Trịnh (Hán Trung, Thiểm Tây) và nhường thành Nam Trịnh cho Tây Ngụy. Tây Ngụy liền phái đại quân đánh xuống Lương Châu, chiếm được Ích Châu. Tiêu Kỷ chưa đến được Giang Lăng thì hậu quân đã mất, phía trước lại bị Tiêu Dịch chận đánh. Sau đó không lâu, Tiêu Dịch bắt sống được Tiêu Kỷ và giết ông ở cửa khẩu Vu Giáp.
Tiêu Dịch thực hiện xong mục đích tiêu diệt thế lực anh em của mình, nhưng giờ đây, Lương Châu, Ích Châu đã mất, Tương Dương bị Tây Ngụy khống chế, Giang Lăng lại rơi vào nguy khốn. Lúc này, Hầu Cảnh dẫn binh đánh chiếm Giang Châu, Trình Châu, xua quân đến Giang Lăng, tiến thẳng vào Ba Lăng (Nhạc Dương, Hồ Nam). Tiêu Dịch sai Trường Ninh công Vương Tăng Biện đánh lui Hầu Cảnh, giành lại Giang Châu, Trình Châu.
Tháng 3 năm 552, Vương Tăng Biện đánh thẳng vào Cô Thục (An Huy) rồi thừa thắng xua quân vào Kiến Khang tiêu diệt Hầu Cảnh. Dự Chương vương Tiêu Đống sau khi bị Hầu Cảnh phế truất giáng làm Hoài Âm Vương và quản thúc trong ngục được giải thoát cùng hai người em. Lúc này họ chạy về đầu quân ở Hình Châu, nhưng dưới quyền Tiêu Dịch. Vương Tăng Biện đã bắt cả ba anh em Tiêu Đống nhận nước đến chết.
Sau khi Hầu Cảnh chết, nhà Bắc Tề mới thành lập ở phương bắc (cướp ngôi Đông Ngụy) nhân cơ hội chiếm các vùng đất của nhà Lương ở phía bắc Trường Giang; ở phía tây, nhà Tây Ngụy cũng tăng cường các hoạt động quân sự, chiếm của Lương nhiều vùng đất.

## Lương Nguyên Đế lên ngôi
Tháng 11 năm 552, Tiêu Dịch xưng đế ở Giang Lăng (Kinh Châu, Hồ Bắc), tức Lương Nguyên Đế. Để thưởng công cho các tướng, Lương Nguyên Đế phong cho Vương Tăng Biện làm Đại tư mã, Thứ sử Dương châu, chịu trách nhiệm vùng phía đông, tướng Vương Lâm được phong làm Thứ sử Tương Châu, tướng Trần Bá Tiên được phong làm Thứ sử Giang Châu, tước Trường Thành Hầu, chịu trách nhiệm phòng thủ Giang Khẩu (Trấn Giang, Giang Tô). Đến khi Lương Nguyên Đế triệu Vương Tăng Biện về Giang Lăng, Trần Bá Tiên được cử thay Vương Tăng Biện.
Lúc Tiêu Dịch mới lên ngôi ở Giang Lăng, nhân dân không đầy ba vạn hộ. Các quận Giang Bắc phần nhiều bị Đông Ngụy lấn chiếm. Lương Châu, Ích Châu đã hoàn toàn rơi vào tay Tây Ngụy. Cả một dải Ung Châu lại trở thành đất của Tây Ngụy, phần đất đai của Lương ở phía bắc sông Hán Thủy đều thuộc Tây Ngụy, đất nước thật lâm nguy. Trước đây Tiêu Dịch xưng thần với Tây Ngụy, nhưng sau khi làm Hoàng đế, Dịch không xưng thần nữa. Tây Ngụy sai sứ là Vũ Văn Nhân Thứ đến Giang Lăng thăm hỏi, Lương Nguyên Đế tiếp sứ sơ sài, đồng thời còn biểu lộ cho ông ta thấy nước Lương đã thống nhất, rằng Lương Châu, Ích Châu và những địa phận do Tây Ngụy chiếm lấy nay phải trả lại cho nước Lương. Triều đình Tây Ngụy nghe vậy đùng đùng nổi giận. Họ không nghĩ đến việc trả đất mà còn muốn thôn tính luôn Giang Lăng.
Tây Ngụy chuẩn bị sẵn một phương án thành lập một quốc gia chư hầu ở phía nam với con bài Nhạc Dương vương Tiêu Sát (519–552, con Thái tử Chiêu Minh, năm 546 được phong làm Thứ sử Ung Châu, tấn công đại bản doanh Giang Lăng của Tiêu Dịch thất bại, chạy sang hàng phục Tây Ngụy, được Tây Ngụy cho quân bảo vệ) được Tây Ngụy phong làm Lương Vương dự định đưa về làm vua Lương.
Mùa đông năm 553, các tướng Vu Cẩn, Vũ Văn Hộ, Dương Trung dẫn 5 vạn bộ kỵ binh tiến đến Tương Dương (Ung Châu), tại đây Tiêu Sát tham qua đội quân này, tiến về Giang Lăng.

## Giang Lăng thất thủ
Lúc này lực lượng Vương Tăng Biện và bộ tướng Vương Lâm (526-573), Thứ sử Quảng Châu đều ở xa Giang Lăng không về kịp. Ngày 14 tháng 11, đại quân Tây Ngụy bao vây Giang Lăng, ngày 29 thì phá thành, bắt sống các tướng cùng Lương Nguyên Đế, giao cho Tiêu Sát trông giữ và sau đó hành hình Lương Nguyên Đế cùng các tôn thất nước Lương tại đây (Tiêu Phương Trí, con Nguyên Đế không có ở Giang Lăng nên thoát nạn). Trăm họ Giang Lăng hơn 1 vạn người bị Tây Ngụy chia cho tướng sĩ làm nô lệ và bị dẫn hết về Quan Trung. Khi thành Giang Lăng bị bao vây, Lương Nguyên Đế đã ra lệnh thiêu hủy 14 vạn quyển sách rất có giá trị, gây tổn thất cho kho tàng văn hóa Trung Quốc.
Cục diện chính trị Giang Nam thay đổi dữ dội. Tây Ngụy đem Giang Lăng thành không nhà trống này giao cho Tiêu Sát coi giữ, sau đó Tiêu Sát thành lập nước Hậu Lương, tức Lương Tuyên Đế, đóng đô ở Giang Lăng, thần phục nhà Tây Ngụy, tồn tại cho đến năm 587.

== Trần Bá Tiên nắm quyền, kết thúc triều Lương ==|phải|nhỏ|Năm 560

]]
Vương Tăng Biện và Trường Thành hầu Trần Bá Tiên (503 – 559, Thứ sử Giang Châu) là thông gia, không công nhận Tiêu Sát, ở Kiến Khang phò con thứ 9 của Tiêu Dịch là Tân An Vương Tiêu Phương Trí mới 11 tuổi làm vua, đó là Lương Kính Đế. Các nước Tây Ngụy, Bắc Tề không ngừng cho quân đưa tông thất nhà Lương về nước, âm mưu tranh giành ảnh hưởng tại đây. Tây Ngụy đưa Tiêu Sát lên làm vua Hậu Lương nhưng không được các tướng nhà Lương ủng hộ.
Lúc này ở phía bắc, Văn Tuyên Đế nhà Bắc Tề phái Thượng Đảng vương Cao Hoàn đưa Trinh Dương hầu Tiêu Uyên Minh về nước lập làm vua. Vương Tăng Biện lúc đầu không chấp nhận việc này, nhưng sau vài trận chiến với Bắc Tề thì thay đổi thái độ và đồng ý việc này với điều kiện Tiêu Uyên Minh phải lập Tiêu Phương Trí làm Thái tử. Mùa hè năm 555, Tiêu Uyên Minh về đến Kiến Khang lên ngôi vua, lập Tiêu Phương Trí làm Thái tử. Vương Tăng Biện và Trần Bá Tiên nắm quyền quân chính.
Tuy nhiên Trần Bá Tiên không hài lòng, cho rằng Tiêu Uyên Minh không xứng đáng lên ngôi. Trần Bá Tiên phản đối chấp nhận sự áp đặt của Bắc Tề, nên thành ra mâu thuẫn với Vương Tăng Biện. Mùa thu năm 555, nhận được tin báo Bắc Tề chuẩn bị tấn công, Vương Tăng Biện báo tin cho Trần Bá Tiên biết. Trần Bá Tiên tập trung lực lượng bất ngờ tấn công Vương Tăng Biện.
Tháng 9 năm 557, Trần Bá Tiên đánh bại Vương Tăng Biện cấu kết với quân Bắc Tề, sai Hầu An Đô tập kích và bắt sống Vương Tăng Biện ở Thạch Đầu thành, Tăng Biện tự thắt cổ chết. Trần Bá Tiên phế truất Tiêu Uyên Minh và lập Tiêu Phương Trí lên ngôi, tức Lương Kính Đế. Kính Đế phong cho Tiêu Uyên Minh làm Tể tướng, tước Kiến An Công.
Trần Bá Tiên được phong Thượng thư lệnh, Đô đốc kiêm Thứ sử Nam Từ và Dương Châu. Ngay lập tức Trần Bá Tiên phải đối mặt với các thế lực quân sự khác được Bắc Tề trợ giúp. Vua Bắc Tề nghe tin con bài Tiêu Uyên Minh bị phế, bèn mang quân đánh Lương, tới Thung Sơn (Tử Kim Sơn, Nam Kinh). Con rể Vương Tăng Biện là Đỗ Kham làm Thái thú quận Ngô Hưng cùng em Tăng Biện là Vương Tăng Trí làm Thái thú Ngô Quận nhân thời cơ cũng hưởng ứng Bắc Tề.
Trần Bá Tiên kiên cường chống trả. Gặp lúc nước Lương bị lụt to, ông được các bô lão Giang Nam ủng hộ lương thực, đã đánh bại quân Bắc Tề, tiêu diệt Đỗ Kham và Vương Tăng Trí. Sau chiến thắng đó, uy tín Trần Bá Tiên rất cao.
Mặc dù đẩy lui được các thế lực đối nghịch song Trần Bá Tiên vẫn phải gửi một số con tin sang Bắc Tề như Trần Đàm Lãng, Vĩnh Gia vương Tiêu Trang (cháu Nguyên Đế), sau đó quân Bắc Tề mới rút lui. Trong những cuộc thương thuyết hòa bình giữa Trần Bá Tiên với Bắc Tề, Tiêu Uyên Minh đã bị giết hại.
Thế lực của Trần Bá Tiên ngày càng lớn, được phong Trường Thành Công, Gia Định Công, Trần Công rồi Trần Vương. Năm 557, Thứ sử Quảng Châu Tiêu Bột tiến quân đánh Trần Bá Tiên, nhưng bị Chu Văn Dục đánh bại, Tiêu Bột bị bộ hạ làm phản giết chết. Khi đó, thứ sử Tương Châu Vương Lâm là bộ hạ cũ của Vương Tăng Biện, lại có chị em gái đều là sủng phi của Lương Nguyên Đế, chiếm cứ Tương Châu, Trình Châu cũng chống lại Trần Bá Tiên, đề nghị Bắc Tề giúp đỡ. Bắc Tề thù hận Trần Bá Tiên, theo lời cầu viện Vương Lâm, lấy danh nghĩa giúp cháu Lương Nguyên Đế (Tiêu Dịch) là Vĩnh Gia vương Tiêu Trang về làm vua ở Dĩnh Châu. Vương Lâm lập Tiêu Trang làm vua ở Trình Châu (Đông Hồ Bắc). Trần Bá Tiên phái quân đón đánh, nhưng thất bại, chủ tướng Hầu An Đô, Chu Văn Dục đều bị Vương Lâm bắt sống (sau đó cả hai đều trốn thoát mà về được).
Mùa đông năm 557, Trần Bá Tiên phế truất Lương Kính Đế rồi tự lập làm vua, tức Trần Vũ Đế, giáng Kính Đế làm Giang Âm Vương, kết thúc triều Lương.

## Các vị hoàng đế

### Nhà Lương (502-557)
| Miếu hiệu-Thụy hiệu                        | Họ, tên                  | Trị vì  | Niên hiệu và khoảng thời gian dùng |
| ------------------------------------------ | ------------------------ | ------- | --- |
| Cao Tổ Vũ Hoàng đế (高祖武皇帝)            | Tiêu Diễn (蕭衍)         | 502-549 | Thiên Giám (天監) 502-519 Phổ Thông (普通) 520-527 Đại Thông (大通) 527-529 Trung Đại Thông (中大通) 529-534 Đại Đồng (大同) 535-546 Trung Đại Đồng (中大同) 546-547 Thái Thanh (太清) 547-549 |
| Thái Tông Giản Văn Hoàng đế (太宗簡文皇帝) | Tiêu Cương (蕭綱)        | 549-551 | Đại Bảo (大寶) 550-551 |
| Dự Chương Vương (豫章王)                   | Tiêu Đống (蕭棟)         | 551-552 | Thiên Chính (天正) 551-552 |
| Thế Tổ Hiếu Nguyên Hoàng đế (世祖孝元皇帝) | Tiêu Dịch (蕭繹)         | 552-555 | Thừa Thánh (承聖) 552-555 |
| Mẫn Hoàng đế (閔皇帝)                      | Tiêu Uyên Minh (蕭淵明)  | 555     | Thiên Thành (天成) 555 |
| Kính Hoàng đế (敬皇帝)                     | Tiêu Phương Trí (蕭方智) | 555-557 | Thiệu Thái (紹泰) 555-556 Thái Bình (太平) 556-557 |

### Hậu Lương555-587
| Miếu hiệu (廟號) | Thụy hiệu (諡號)                                        | Họ, tên          | Trị vì  | Niên hiệu (年號) và khoảng thời gian dùng |
| --- | ------------------------------------------------------- | ---------------- | ------- | ----------------------------------------- |
| Ghi chú: Một số sử gia coi nhà Tây Lương như là sự kế tục nhà Lương do người sáng lập ra nó, Tiêu Sát (Lương Tuyên Đế), cháu nội của Tiêu Diễn (Lương Vũ Đế), người sáng lập ra nhà Lương. |                                                         |                  |         |                                           |
| Trung Tông (中宗) | Lương Tuyên Đế (梁宣帝)                                 | Tiêu Sát (蕭詧)  | 555-562 | Đại Định (大定) 555-562                   |
| Thế Tông (世宗) | Lương Hiếu Minh Đế (梁孝明帝)                           | Tiêu Khuy (蕭巋) | 562-585 | Thiên Bảo (天保) 562-585                  |
| Không có | Lương Hiếu Tĩnh Đế hay Lương Cử Công (梁孝靖帝, 梁莒公) | Tiêu Tông (蕭琮) | 585-587 | Quảng Vận (廣運) 562-585                  |

## Thế phả nhà Lương
|                                        |                                        |                                        |                                        |                                        |                                        |  |  |                                        |                                        |                                        |                                        |                                        |                                        |  |  |                                           |                                           |                                           |                                           |                                           |                                           |                                    |                                    |                                           |                                           |                                           |                                           |                                           |                                           |  |  | Nam Tề                                         |                                                |                                                |                                                |                                                |                                                |  |  |                                             |                                             |                                             |                                             |                                             |                                             |  |  |  |  |  |  |  |  |  |  |  |  |  |  |  |  |  |  |  |  |  |  |  |  |  |  |  |  |
|                                        |                                        |                                        |                                        |                                        |                                        |  |  |                                        |                                        |                                        |                                        |                                        |                                        |  |  |                                           |                                           |                                           |                                           |                                           |                                           |                                    |                                    |                                           |                                           |                                           |                                           |                                           |                                           |  |  | Lương                                          |                                                |                                                |                                                |                                                |                                                |  |  |                                             |                                             |                                             |                                             |                                             |                                             |  |  |  |  |  |  |  |  |  |  |  |  |  |  |  |  |  |  |  |  |  |  |  |  |  |  |  |  |
|                                        |                                        |                                        |                                        |                                        |                                        |  |  |                                        |                                        |                                        |                                        |                                        |                                        |  |  |                                           |                                           |                                           |                                           |                                           |                                           |                                    |                                    |                                           |                                           |                                           |                                           |                                           |                                           |  |  | Tây Lương                                      |                                                |                                                |                                                |                                                |                                                |  |  |                                             |                                             |                                             |                                             |                                             |                                             |  |  |  |  |  |  |  |  |  |  |  |  |  |  |  |  |  |  |  |  |  |  |  |  |  |  |  |  |
|                                        |                                        |                                        |                                        |                                        |                                        |  |  |                                        |                                        |                                        |                                        |                                        |                                        |  |  |                                           |                                           |                                           |                                           | Tiêu Chỉnh                                |                                           |                                    |                                    |                                           |                                           |                                           |                                           |                                           |                                           |  |  |                                                |                                                |                                                |                                                |                                                |                                                |  |  |                                             |                                             |                                             |                                             |                                             |                                             |  |  |  |  |  |  |  |  |  |  |  |  |  |  |  |  |  |  |  |  |  |  |  |  |  |  |  |  |
|                                        |                                        |                                        |                                        |                                        |                                        |  |  |                                        |                                        |                                        |                                        |                                        |                                        |  |  |                                           |                                           |                                           |                                           |                                           |                                           |                                    |                                    |                                           |                                           |                                           |                                           |                                           |                                           |  |  |                                                |                                                |                                                |                                                |                                                |                                                |  |  |                                             |                                             |                                             |                                             |                                             |                                             |  |  |  |  |  |  |  |  |  |  |  |  |  |  |  |  |  |  |  |  |  |  |  |  |  |  |  |  |
|                                        |                                        |                                        |                                        |                                        |                                        |  |  |                                        |                                        |                                        |                                        |                                        |                                        |  |  |                                           |                                           |                                           |                                           |                                           |                                           |                                    |                                    |                                           |                                           |                                           |                                           |                                           |                                           |  |  |                                                |                                                |                                                |                                                |                                                |                                                |  |  |                                             |                                             |                                             |                                             |                                             |                                             |  |  |  |  |  |  |  |  |  |  |  |  |  |  |  |  |  |  |  |  |  |  |  |  |  |  |  |  |
| Tiêu Tuyển                             | Tiêu Tuyển                             | Tiêu Tuyển                             | Tiêu Tuyển                             | Tiêu Tuyển                             | Tiêu Tuyển                             |  |  |                                        |                                        |                                        |                                        |                                        |                                        |  |  |                                           |                                           |                                           |                                           | Tiêu Hạt                                  | Tiêu Hạt                                  | Tiêu Hạt                           | Tiêu Hạt                           | Tiêu Hạt                                  | Tiêu Hạt                                  |                                           |                                           |                                           |                                           |  |  |                                                |                                                |                                                |                                                |                                                |                                                |  |  |                                             |                                             |                                             |                                             |                                             |                                             |  |  |  |  |  |  |  |  |  |  |  |  |  |  |  |  |  |  |  |  |  |  |  |  |  |  |  |  |
| Tiêu Tuyển                             | Tiêu Tuyển                             | Tiêu Tuyển                             | Tiêu Tuyển                             | Tiêu Tuyển                             | Tiêu Tuyển                             |  |  |                                        |                                        |                                        |                                        |                                        |                                        |  |  |                                           |                                           |                                           |                                           | Tiêu Hạt                                  | Tiêu Hạt                                  | Tiêu Hạt                           | Tiêu Hạt                           | Tiêu Hạt                                  | Tiêu Hạt                                  |                                           |                                           |                                           |                                           |  |  |                                                |                                                |                                                |                                                |                                                |                                                |  |  |                                             |                                             |                                             |                                             |                                             |                                             |  |  |  |  |  |  |  |  |  |  |  |  |  |  |  |  |  |  |  |  |  |  |  |  |  |  |  |  |
| Tiêu Lạc Tử                            | Tiêu Lạc Tử                            | Tiêu Lạc Tử                            | Tiêu Lạc Tử                            | Tiêu Lạc Tử                            | Tiêu Lạc Tử                            |  |  |                                        |                                        |                                        |                                        |                                        |                                        |  |  |                                           |                                           |                                           |                                           | Tiêu Phó Tử                               | Tiêu Phó Tử                               | Tiêu Phó Tử                        | Tiêu Phó Tử                        | Tiêu Phó Tử                               | Tiêu Phó Tử                               |                                           |                                           |                                           |                                           |  |  |                                                |                                                |                                                |                                                |                                                |                                                |  |  |                                             |                                             |                                             |                                             |                                             |                                             |  |  |  |  |  |  |  |  |  |  |  |  |  |  |  |  |  |  |  |  |  |  |  |  |  |  |  |  |
| Tiêu Lạc Tử                            | Tiêu Lạc Tử                            | Tiêu Lạc Tử                            | Tiêu Lạc Tử                            | Tiêu Lạc Tử                            | Tiêu Lạc Tử                            |  |  |                                        |                                        |                                        |                                        |                                        |                                        |  |  |                                           |                                           |                                           |                                           | Tiêu Phó Tử                               | Tiêu Phó Tử                               | Tiêu Phó Tử                        | Tiêu Phó Tử                        | Tiêu Phó Tử                               | Tiêu Phó Tử                               |                                           |                                           |                                           |                                           |  |  |                                                |                                                |                                                |                                                |                                                |                                                |  |  |                                             |                                             |                                             |                                             |                                             |                                             |  |  |  |  |  |  |  |  |  |  |  |  |  |  |  |  |  |  |  |  |  |  |  |  |  |  |  |  |
| Tiêu Thừa Chi                          | Tiêu Thừa Chi                          | Tiêu Thừa Chi                          | Tiêu Thừa Chi                          | Tiêu Thừa Chi                          | Tiêu Thừa Chi                          |  |  |                                        |                                        |                                        |                                        |                                        |                                        |  |  |                                           |                                           |                                           |                                           | Tiêu Đạo Tứ                               | Tiêu Đạo Tứ                               | Tiêu Đạo Tứ                        | Tiêu Đạo Tứ                        | Tiêu Đạo Tứ                               | Tiêu Đạo Tứ                               |                                           |                                           |                                           |                                           |  |  |                                                |                                                |                                                |                                                |                                                |                                                |  |  |                                             |                                             |                                             |                                             |                                             |                                             |  |  |  |  |  |  |  |  |  |  |  |  |  |  |  |  |  |  |  |  |  |  |  |  |  |  |  |  |
| Tiêu Thừa Chi                          | Tiêu Thừa Chi                          | Tiêu Thừa Chi                          | Tiêu Thừa Chi                          | Tiêu Thừa Chi                          | Tiêu Thừa Chi                          |  |  |                                        |                                        |                                        |                                        |                                        |                                        |  |  |                                           |                                           |                                           |                                           | Tiêu Đạo Tứ                               | Tiêu Đạo Tứ                               | Tiêu Đạo Tứ                        | Tiêu Đạo Tứ                        | Tiêu Đạo Tứ                               | Tiêu Đạo Tứ                               |                                           |                                           |                                           |                                           |  |  |                                                |                                                |                                                |                                                |                                                |                                                |  |  |                                             |                                             |                                             |                                             |                                             |                                             |  |  |  |  |  |  |  |  |  |  |  |  |  |  |  |  |  |  |  |  |  |  |  |  |  |  |  |  |
| Nam Tề                                 |                                        |                                        |                                        |                                        |                                        |  |  |                                        |                                        |                                        |                                        |                                        |                                        |  |  |                                           |                                           |                                           |                                           |                                           |                                           |                                    |                                    |                                           |                                           |                                           |                                           |                                           |                                           |  |  |                                                |                                                |                                                |                                                |                                                |                                                |  |  |                                             |                                             |                                             |                                             |                                             |                                             |  |  |  |  |  |  |  |  |  |  |  |  |  |  |  |  |  |  |  |  |  |  |  |  |  |  |  |  |
| Nam Tề Cao Đế Tiêu Đạo Thành           | Nam Tề Cao Đế Tiêu Đạo Thành           | Nam Tề Cao Đế Tiêu Đạo Thành           | Nam Tề Cao Đế Tiêu Đạo Thành           | Nam Tề Cao Đế Tiêu Đạo Thành           | Nam Tề Cao Đế Tiêu Đạo Thành           |  |  |                                        |                                        |                                        |                                        |                                        |                                        |  |  |                                           |                                           |                                           |                                           | Lương Văn Đế Tiêu Thuận Chi               | Lương Văn Đế Tiêu Thuận Chi               | Lương Văn Đế Tiêu Thuận Chi        | Lương Văn Đế Tiêu Thuận Chi        | Lương Văn Đế Tiêu Thuận Chi               | Lương Văn Đế Tiêu Thuận Chi               |                                           |                                           |                                           |                                           |  |  |                                                |                                                |                                                |                                                |                                                |                                                |  |  |                                             |                                             |                                             |                                             |                                             |                                             |  |  |  |  |  |  |  |  |  |  |  |  |  |  |  |  |  |  |  |  |  |  |  |  |  |  |  |  |
| Nam Tề Cao Đế Tiêu Đạo Thành           | Nam Tề Cao Đế Tiêu Đạo Thành           | Nam Tề Cao Đế Tiêu Đạo Thành           | Nam Tề Cao Đế Tiêu Đạo Thành           | Nam Tề Cao Đế Tiêu Đạo Thành           | Nam Tề Cao Đế Tiêu Đạo Thành           |  |  |                                        |                                        |                                        |                                        |                                        |                                        |  |  |                                           |                                           |                                           |                                           | Lương Văn Đế Tiêu Thuận Chi               | Lương Văn Đế Tiêu Thuận Chi               | Lương Văn Đế Tiêu Thuận Chi        | Lương Văn Đế Tiêu Thuận Chi        | Lương Văn Đế Tiêu Thuận Chi               | Lương Văn Đế Tiêu Thuận Chi               |                                           |                                           |                                           |                                           |  |  |                                                |                                                |                                                |                                                |                                                |                                                |  |  |                                             |                                             |                                             |                                             |                                             |                                             |  |  |  |  |  |  |  |  |  |  |  |  |  |  |  |  |  |  |  |  |  |  |  |  |  |  |  |  |
|                                        |                                        |                                        |                                        |                                        |                                        |  |  |                                        |                                        |                                        |                                        |                                        |                                        |  |  |                                           |                                           |                                           |                                           |                                           |                                           |                                    |                                    |                                           |                                           |                                           |                                           |                                           |                                           |  |  |                                                |                                                |                                                |                                                |                                                |                                                |  |  |                                             |                                             |                                             |                                             |                                             |                                             |  |  |  |  |  |  |  |  |  |  |  |  |  |  |  |  |  |  |  |  |  |  |  |  |  |  |  |  |
|                                        |                                        |                                        |                                        |                                        |                                        |  |  |                                        |                                        |                                        |                                        |                                        |                                        |  |  |                                           |                                           |                                           |                                           | Lương                                     |                                           |                                    |                                    |                                           |                                           |                                           |                                           |                                           |                                           |  |  |                                                |                                                |                                                |                                                |                                                |                                                |  |  |                                             |                                             |                                             |                                             |                                             |                                             |  |  |  |  |  |  |  |  |  |  |  |  |  |  |  |  |  |  |  |  |  |  |  |  |  |  |  |  |
| Trường Sa Tuyên Vũ vương Tiêu Ý ?-500  | Trường Sa Tuyên Vũ vương Tiêu Ý ?-500  | Trường Sa Tuyên Vũ vương Tiêu Ý ?-500  | Trường Sa Tuyên Vũ vương Tiêu Ý ?-500  | Trường Sa Tuyên Vũ vương Tiêu Ý ?-500  | Trường Sa Tuyên Vũ vương Tiêu Ý ?-500  |  |  |                                        |                                        |                                        |                                        |                                        |                                        |  |  |                                           |                                           |                                           |                                           | 1Lương Vũ Đế Tiêu Diễn 464-502-549        | 1Lương Vũ Đế Tiêu Diễn 464-502-549        | 1Lương Vũ Đế Tiêu Diễn 464-502-549 | 1Lương Vũ Đế Tiêu Diễn 464-502-549 | 1Lương Vũ Đế Tiêu Diễn 464-502-549        | 1Lương Vũ Đế Tiêu Diễn 464-502-549        |                                           |                                           |                                           |                                           |  |  |                                                |                                                |                                                |                                                |                                                |                                                |  |  | Lâm Xuyên Tĩnh Huệ Vương Tiêu Hoành 473-526 | Lâm Xuyên Tĩnh Huệ Vương Tiêu Hoành 473-526 | Lâm Xuyên Tĩnh Huệ Vương Tiêu Hoành 473-526 | Lâm Xuyên Tĩnh Huệ Vương Tiêu Hoành 473-526 | Lâm Xuyên Tĩnh Huệ Vương Tiêu Hoành 473-526 | Lâm Xuyên Tĩnh Huệ Vương Tiêu Hoành 473-526 |  |  |  |  |  |  |  |  |  |  |  |  |  |  |  |  |  |  |  |  |  |  |  |  |  |  |  |  |
| Trường Sa Tuyên Vũ vương Tiêu Ý ?-500  | Trường Sa Tuyên Vũ vương Tiêu Ý ?-500  | Trường Sa Tuyên Vũ vương Tiêu Ý ?-500  | Trường Sa Tuyên Vũ vương Tiêu Ý ?-500  | Trường Sa Tuyên Vũ vương Tiêu Ý ?-500  | Trường Sa Tuyên Vũ vương Tiêu Ý ?-500  |  |  |                                        |                                        |                                        |                                        |                                        |                                        |  |  |                                           |                                           |                                           |                                           | 1Lương Vũ Đế Tiêu Diễn 464-502-549        | 1Lương Vũ Đế Tiêu Diễn 464-502-549        | 1Lương Vũ Đế Tiêu Diễn 464-502-549 | 1Lương Vũ Đế Tiêu Diễn 464-502-549 | 1Lương Vũ Đế Tiêu Diễn 464-502-549        | 1Lương Vũ Đế Tiêu Diễn 464-502-549        |                                           |                                           |                                           |                                           |  |  |                                                |                                                |                                                |                                                |                                                |                                                |  |  | Lâm Xuyên Tĩnh Huệ Vương Tiêu Hoành 473-526 | Lâm Xuyên Tĩnh Huệ Vương Tiêu Hoành 473-526 | Lâm Xuyên Tĩnh Huệ Vương Tiêu Hoành 473-526 | Lâm Xuyên Tĩnh Huệ Vương Tiêu Hoành 473-526 | Lâm Xuyên Tĩnh Huệ Vương Tiêu Hoành 473-526 | Lâm Xuyên Tĩnh Huệ Vương Tiêu Hoành 473-526 |  |  |  |  |  |  |  |  |  |  |  |  |  |  |  |  |  |  |  |  |  |  |  |  |  |  |  |  |
|                                        |                                        |                                        |                                        |                                        |                                        |  |  |                                        |                                        |                                        |                                        |                                        |                                        |  |  |                                           |                                           |                                           |                                           |                                           |                                           |                                    |                                    |                                           |                                           |                                           |                                           |                                           |                                           |  |  |                                                |                                                |                                                |                                                |                                                |                                                |  |  |                                             |                                             |                                             |                                             |                                             |                                             |  |  |  |  |  |  |  |  |  |  |  |  |  |  |  |  |  |  |  |  |  |  |  |  |  |  |  |  |
|                                        |                                        |                                        |                                        |                                        |                                        |  |  |                                        |                                        |                                        |                                        |                                        |                                        |  |  |                                           |                                           |                                           |                                           |                                           |                                           |                                    |                                    |                                           |                                           |                                           |                                           |                                           |                                           |  |  |                                                |                                                |                                                |                                                |                                                |                                                |  |  |                                             |                                             |                                             |                                             |                                             |                                             |  |  |  |  |  |  |  |  |  |  |  |  |  |  |  |  |  |  |  |  |  |  |  |  |  |  |  |  |
|                                        |                                        |                                        |                                        |                                        |                                        |  |  |                                        |                                        |                                        |                                        |                                        |                                        |  |  |                                           |                                           |                                           |                                           |                                           |                                           |                                    |                                    |                                           |                                           |                                           |                                           |                                           |                                           |  |  |                                                |                                                |                                                |                                                |                                                |                                                |  |  |                                             |                                             |                                             |                                             |                                             |                                             |  |  |  |  |  |  |  |  |  |  |  |  |  |  |  |  |  |  |  |  |  |  |  |  |  |  |  |  |
| 5Lương Mẫn Đế Tiêu Uyên Minh ?-555-556 | 5Lương Mẫn Đế Tiêu Uyên Minh ?-555-556 | 5Lương Mẫn Đế Tiêu Uyên Minh ?-555-556 | 5Lương Mẫn Đế Tiêu Uyên Minh ?-555-556 | 5Lương Mẫn Đế Tiêu Uyên Minh ?-555-556 | 5Lương Mẫn Đế Tiêu Uyên Minh ?-555-556 |  |  | Lương Chiêu Minh Đế Tiêu Thống 501-531 | Lương Chiêu Minh Đế Tiêu Thống 501-531 | Lương Chiêu Minh Đế Tiêu Thống 501-531 | Lương Chiêu Minh Đế Tiêu Thống 501-531 | Lương Chiêu Minh Đế Tiêu Thống 501-531 | Lương Chiêu Minh Đế Tiêu Thống 501-531 |  |  | 2Lương Giản Văn Đế Tiêu Cương 503-549-551 | 2Lương Giản Văn Đế Tiêu Cương 503-549-551 | 2Lương Giản Văn Đế Tiêu Cương 503-549-551 | 2Lương Giản Văn Đế Tiêu Cương 503-549-551 | 2Lương Giản Văn Đế Tiêu Cương 503-549-551 | 2Lương Giản Văn Đế Tiêu Cương 503-549-551 |                                    |                                    | 4Lương Nguyên Đế Tiêu Dịch 508-552-554    | 4Lương Nguyên Đế Tiêu Dịch 508-552-554    | 4Lương Nguyên Đế Tiêu Dịch 508-552-554    | 4Lương Nguyên Đế Tiêu Dịch 508-552-554    | 4Lương Nguyên Đế Tiêu Dịch 508-552-554    | 4Lương Nguyên Đế Tiêu Dịch 508-552-554    |  |  | Vũ Lăng Vương Tiêu Kỉ 508-552-553              | Vũ Lăng Vương Tiêu Kỉ 508-552-553              | Vũ Lăng Vương Tiêu Kỉ 508-552-553              | Vũ Lăng Vương Tiêu Kỉ 508-552-553              | Vũ Lăng Vương Tiêu Kỉ 508-552-553              | Vũ Lăng Vương Tiêu Kỉ 508-552-553              |  |  | Lâm Hạ vương Tiêu Chính Đức ?-548-549       | Lâm Hạ vương Tiêu Chính Đức ?-548-549       | Lâm Hạ vương Tiêu Chính Đức ?-548-549       | Lâm Hạ vương Tiêu Chính Đức ?-548-549       | Lâm Hạ vương Tiêu Chính Đức ?-548-549       | Lâm Hạ vương Tiêu Chính Đức ?-548-549       |  |  |  |  |  |  |  |  |  |  |  |  |  |  |  |  |  |  |  |  |  |  |  |  |  |  |  |  |
| 5Lương Mẫn Đế Tiêu Uyên Minh ?-555-556 | 5Lương Mẫn Đế Tiêu Uyên Minh ?-555-556 | 5Lương Mẫn Đế Tiêu Uyên Minh ?-555-556 | 5Lương Mẫn Đế Tiêu Uyên Minh ?-555-556 | 5Lương Mẫn Đế Tiêu Uyên Minh ?-555-556 | 5Lương Mẫn Đế Tiêu Uyên Minh ?-555-556 |  |  | Lương Chiêu Minh Đế Tiêu Thống 501-531 | Lương Chiêu Minh Đế Tiêu Thống 501-531 | Lương Chiêu Minh Đế Tiêu Thống 501-531 | Lương Chiêu Minh Đế Tiêu Thống 501-531 | Lương Chiêu Minh Đế Tiêu Thống 501-531 | Lương Chiêu Minh Đế Tiêu Thống 501-531 |  |  | 2Lương Giản Văn Đế Tiêu Cương 503-549-551 | 2Lương Giản Văn Đế Tiêu Cương 503-549-551 | 2Lương Giản Văn Đế Tiêu Cương 503-549-551 | 2Lương Giản Văn Đế Tiêu Cương 503-549-551 | 2Lương Giản Văn Đế Tiêu Cương 503-549-551 | 2Lương Giản Văn Đế Tiêu Cương 503-549-551 |                                    |                                    | 4Lương Nguyên Đế Tiêu Dịch 508-552-554    | 4Lương Nguyên Đế Tiêu Dịch 508-552-554    | 4Lương Nguyên Đế Tiêu Dịch 508-552-554    | 4Lương Nguyên Đế Tiêu Dịch 508-552-554    | 4Lương Nguyên Đế Tiêu Dịch 508-552-554    | 4Lương Nguyên Đế Tiêu Dịch 508-552-554    |  |  | Vũ Lăng Vương Tiêu Kỉ 508-552-553              | Vũ Lăng Vương Tiêu Kỉ 508-552-553              | Vũ Lăng Vương Tiêu Kỉ 508-552-553              | Vũ Lăng Vương Tiêu Kỉ 508-552-553              | Vũ Lăng Vương Tiêu Kỉ 508-552-553              | Vũ Lăng Vương Tiêu Kỉ 508-552-553              |  |  | Lâm Hạ vương Tiêu Chính Đức ?-548-549       | Lâm Hạ vương Tiêu Chính Đức ?-548-549       | Lâm Hạ vương Tiêu Chính Đức ?-548-549       | Lâm Hạ vương Tiêu Chính Đức ?-548-549       | Lâm Hạ vương Tiêu Chính Đức ?-548-549       | Lâm Hạ vương Tiêu Chính Đức ?-548-549       |  |  |  |  |  |  |  |  |  |  |  |  |  |  |  |  |  |  |  |  |  |  |  |  |  |  |  |  |
|                                        |                                        |                                        |                                        |                                        |                                        |  |  |                                        |                                        |                                        |                                        |                                        |                                        |  |  |                                           |                                           |                                           |                                           |                                           |                                           |                                    |                                    |                                           |                                           |                                           |                                           |                                           |                                           |  |  |                                                |                                                |                                                |                                                |                                                |                                                |  |  |                                             |                                             |                                             |                                             |                                             |                                             |  |  |  |  |  |  |  |  |  |  |  |  |  |  |  |  |  |  |  |  |  |  |  |  |  |  |  |  |
|                                        |                                        |                                        |                                        |                                        |                                        |  |  | Tây Lương                              |                                        |                                        |                                        |                                        |                                        |  |  |                                           |                                           |                                           |                                           |                                           |                                           |                                    |                                    |                                           |                                           |                                           |                                           |                                           |                                           |  |  |                                                |                                                |                                                |                                                |                                                |                                                |  |  |                                             |                                             |                                             |                                             |                                             |                                             |  |  |  |  |  |  |  |  |  |  |  |  |  |  |  |  |  |  |  |  |  |  |  |  |  |  |  |  |
| Lương An Đế Tiêu Hoan                  | Lương An Đế Tiêu Hoan                  | Lương An Đế Tiêu Hoan                  | Lương An Đế Tiêu Hoan                  | Lương An Đế Tiêu Hoan                  | Lương An Đế Tiêu Hoan                  |  |  | 1Lương Tuyên Đế Tiêu Sát 519-555-562   | 1Lương Tuyên Đế Tiêu Sát 519-555-562   | 1Lương Tuyên Đế Tiêu Sát 519-555-562   | 1Lương Tuyên Đế Tiêu Sát 519-555-562   | 1Lương Tuyên Đế Tiêu Sát 519-555-562   | 1Lương Tuyên Đế Tiêu Sát 519-555-562   |  |  |                                           |                                           |                                           |                                           |                                           |                                           |                                    |                                    | Vũ Liệt thế tử Tiêu Phương Đẳng 528-549   | Vũ Liệt thế tử Tiêu Phương Đẳng 528-549   | Vũ Liệt thế tử Tiêu Phương Đẳng 528-549   | Vũ Liệt thế tử Tiêu Phương Đẳng 528-549   | Vũ Liệt thế tử Tiêu Phương Đẳng 528-549   | Vũ Liệt thế tử Tiêu Phương Đẳng 528-549   |  |  | 6Lương Kính Đế Tiêu Phương Trí 543-555-557-558 | 6Lương Kính Đế Tiêu Phương Trí 543-555-557-558 | 6Lương Kính Đế Tiêu Phương Trí 543-555-557-558 | 6Lương Kính Đế Tiêu Phương Trí 543-555-557-558 | 6Lương Kính Đế Tiêu Phương Trí 543-555-557-558 | 6Lương Kính Đế Tiêu Phương Trí 543-555-557-558 |  |  |                                             |                                             |                                             |                                             |                                             |                                             |  |  |  |  |  |  |  |  |  |  |  |  |  |  |  |  |  |  |  |  |  |  |  |  |  |  |  |  |
| Lương An Đế Tiêu Hoan                  | Lương An Đế Tiêu Hoan                  | Lương An Đế Tiêu Hoan                  | Lương An Đế Tiêu Hoan                  | Lương An Đế Tiêu Hoan                  | Lương An Đế Tiêu Hoan                  |  |  | 1Lương Tuyên Đế Tiêu Sát 519-555-562   | 1Lương Tuyên Đế Tiêu Sát 519-555-562   | 1Lương Tuyên Đế Tiêu Sát 519-555-562   | 1Lương Tuyên Đế Tiêu Sát 519-555-562   | 1Lương Tuyên Đế Tiêu Sát 519-555-562   | 1Lương Tuyên Đế Tiêu Sát 519-555-562   |  |  |                                           |                                           |                                           |                                           |                                           |                                           |                                    |                                    | Vũ Liệt thế tử Tiêu Phương Đẳng 528-549   | Vũ Liệt thế tử Tiêu Phương Đẳng 528-549   | Vũ Liệt thế tử Tiêu Phương Đẳng 528-549   | Vũ Liệt thế tử Tiêu Phương Đẳng 528-549   | Vũ Liệt thế tử Tiêu Phương Đẳng 528-549   | Vũ Liệt thế tử Tiêu Phương Đẳng 528-549   |  |  | 6Lương Kính Đế Tiêu Phương Trí 543-555-557-558 | 6Lương Kính Đế Tiêu Phương Trí 543-555-557-558 | 6Lương Kính Đế Tiêu Phương Trí 543-555-557-558 | 6Lương Kính Đế Tiêu Phương Trí 543-555-557-558 | 6Lương Kính Đế Tiêu Phương Trí 543-555-557-558 | 6Lương Kính Đế Tiêu Phương Trí 543-555-557-558 |  |  |                                             |                                             |                                             |                                             |                                             |                                             |  |  |  |  |  |  |  |  |  |  |  |  |  |  |  |  |  |  |  |  |  |  |  |  |  |  |  |  |
|                                        |                                        |                                        |                                        |                                        |                                        |  |  |                                        |                                        |                                        |                                        |                                        |                                        |  |  |                                           |                                           |                                           |                                           |                                           |                                           |                                    |                                    |                                           |                                           |                                           |                                           |                                           |                                           |  |  |                                                |                                                |                                                |                                                |                                                |                                                |  |  |                                             |                                             |                                             |                                             |                                             |                                             |  |  |  |  |  |  |  |  |  |  |  |  |  |  |  |  |  |  |  |  |  |  |  |  |  |  |  |  |
| 3Dự Chương vương Tiêu Đống ?-551-552   | 3Dự Chương vương Tiêu Đống ?-551-552   | 3Dự Chương vương Tiêu Đống ?-551-552   | 3Dự Chương vương Tiêu Đống ?-551-552   | 3Dự Chương vương Tiêu Đống ?-551-552   | 3Dự Chương vương Tiêu Đống ?-551-552   |  |  | 2Lương Minh Đế Tiêu Khuy 542-562-585   | 2Lương Minh Đế Tiêu Khuy 542-562-585   | 2Lương Minh Đế Tiêu Khuy 542-562-585   | 2Lương Minh Đế Tiêu Khuy 542-562-585   | 2Lương Minh Đế Tiêu Khuy 542-562-585   | 2Lương Minh Đế Tiêu Khuy 542-562-585   |  |  | Hà Gian Trung Liệt Vương Tiêu Nham        | Hà Gian Trung Liệt Vương Tiêu Nham        | Hà Gian Trung Liệt Vương Tiêu Nham        | Hà Gian Trung Liệt Vương Tiêu Nham        | Hà Gian Trung Liệt Vương Tiêu Nham        | Hà Gian Trung Liệt Vương Tiêu Nham        |                                    |                                    | Vĩnh Gia vương Tiêu Trang 548-557-560-561 | Vĩnh Gia vương Tiêu Trang 548-557-560-561 | Vĩnh Gia vương Tiêu Trang 548-557-560-561 | Vĩnh Gia vương Tiêu Trang 548-557-560-561 | Vĩnh Gia vương Tiêu Trang 548-557-560-561 | Vĩnh Gia vương Tiêu Trang 548-557-560-561 |  |  |                                                |                                                |                                                |                                                |                                                |                                                |  |  |                                             |                                             |                                             |                                             |                                             |                                             |  |  |  |  |  |  |  |  |  |  |  |  |  |  |  |  |  |  |  |  |  |  |  |  |  |  |  |  |
| 3Dự Chương vương Tiêu Đống ?-551-552   | 3Dự Chương vương Tiêu Đống ?-551-552   | 3Dự Chương vương Tiêu Đống ?-551-552   | 3Dự Chương vương Tiêu Đống ?-551-552   | 3Dự Chương vương Tiêu Đống ?-551-552   | 3Dự Chương vương Tiêu Đống ?-551-552   |  |  | 2Lương Minh Đế Tiêu Khuy 542-562-585   | 2Lương Minh Đế Tiêu Khuy 542-562-585   | 2Lương Minh Đế Tiêu Khuy 542-562-585   | 2Lương Minh Đế Tiêu Khuy 542-562-585   | 2Lương Minh Đế Tiêu Khuy 542-562-585   | 2Lương Minh Đế Tiêu Khuy 542-562-585   |  |  | Hà Gian Trung Liệt Vương Tiêu Nham        | Hà Gian Trung Liệt Vương Tiêu Nham        | Hà Gian Trung Liệt Vương Tiêu Nham        | Hà Gian Trung Liệt Vương Tiêu Nham        | Hà Gian Trung Liệt Vương Tiêu Nham        | Hà Gian Trung Liệt Vương Tiêu Nham        |                                    |                                    | Vĩnh Gia vương Tiêu Trang 548-557-560-561 | Vĩnh Gia vương Tiêu Trang 548-557-560-561 | Vĩnh Gia vương Tiêu Trang 548-557-560-561 | Vĩnh Gia vương Tiêu Trang 548-557-560-561 | Vĩnh Gia vương Tiêu Trang 548-557-560-561 | Vĩnh Gia vương Tiêu Trang 548-557-560-561 |  |  |                                                |                                                |                                                |                                                |                                                |                                                |  |  |                                             |                                             |                                             |                                             |                                             |                                             |  |  |  |  |  |  |  |  |  |  |  |  |  |  |  |  |  |  |  |  |  |  |  |  |  |  |  |  |
|                                        |                                        |                                        |                                        |                                        |                                        |  |  | 3Lương Tĩnh Đế Tiêu Tông ?-585-587-?   | 3Lương Tĩnh Đế Tiêu Tông ?-585-587-?   | 3Lương Tĩnh Đế Tiêu Tông ?-585-587-?   | 3Lương Tĩnh Đế Tiêu Tông ?-585-587-?   | 3Lương Tĩnh Đế Tiêu Tông ?-585-587-?   | 3Lương Tĩnh Đế Tiêu Tông ?-585-587-?   |  |  | Hà Gian Văn Hiến Vương Tiêu Tuyền         | Hà Gian Văn Hiến Vương Tiêu Tuyền         | Hà Gian Văn Hiến Vương Tiêu Tuyền         | Hà Gian Văn Hiến Vương Tiêu Tuyền         | Hà Gian Văn Hiến Vương Tiêu Tuyền         | Hà Gian Văn Hiến Vương Tiêu Tuyền         |                                    |                                    |                                           |                                           |                                           |                                           |                                           |                                           |  |  |                                                |                                                |                                                |                                                |                                                |                                                |  |  |                                             |                                             |                                             |                                             |                                             |                                             |  |  |  |  |  |  |  |  |  |  |  |  |  |  |  |  |  |  |  |  |  |  |  |  |  |  |  |  |
|                                        |                                        |                                        |                                        |                                        |                                        |  |  | 3Lương Tĩnh Đế Tiêu Tông ?-585-587-?   | 3Lương Tĩnh Đế Tiêu Tông ?-585-587-?   | 3Lương Tĩnh Đế Tiêu Tông ?-585-587-?   | 3Lương Tĩnh Đế Tiêu Tông ?-585-587-?   | 3Lương Tĩnh Đế Tiêu Tông ?-585-587-?   | 3Lương Tĩnh Đế Tiêu Tông ?-585-587-?   |  |  | Hà Gian Văn Hiến Vương Tiêu Tuyền         | Hà Gian Văn Hiến Vương Tiêu Tuyền         | Hà Gian Văn Hiến Vương Tiêu Tuyền         | Hà Gian Văn Hiến Vương Tiêu Tuyền         | Hà Gian Văn Hiến Vương Tiêu Tuyền         | Hà Gian Văn Hiến Vương Tiêu Tuyền         |                                    |                                    |                                           |                                           |                                           |                                           |                                           |                                           |  |  |                                                |                                                |                                                |                                                |                                                |                                                |  |  |                                             |                                             |                                             |                                             |                                             |                                             |  |  |  |  |  |  |  |  |  |  |  |  |  |  |  |  |  |  |  |  |  |  |  |  |  |  |  |  |
|                                        |                                        |                                        |                                        |                                        |                                        |  |  |                                        |                                        |                                        |                                        |                                        |                                        |  |  | Lương vương Tiêu Tiển 583-618-621         |                                           |                                           |                                           |                                           |                                           |                                    |                                    |                                           |                                           |                                           |                                           |                                           |                                           |  |  |                                                |                                                |                                                |                                                |                                                |                                                |  |  |                                             |                                             |                                             |                                             |                                             |                                             |  |  |  |  |  |  |  |  |  |  |  |  |  |  |  |  |  |  |  |  |  |  |  |  |  |  |  |  |